# 台湾极地研究站
台湾极地研究站（Tai即臺灣，Arctic為北極，也被称为中央大學北極研究站）是中華民國教育部、中華民國海洋委員會、中華民國外交部與科技部支持下，國立中央大學、國家海洋研究院與波蘭哥白尼大學共同合作建立的臺灣第一座北极研究站，於2022年6月25日在北極斯瓦尔巴群岛揭牌成立，研究室大門悬挂青天白日滿地紅國旗，其研究内容包含有極區高解析度冰河遷移引致微震觀測、北冰洋洋流與波浪時空變異、冰緣陸域地表地質及地形演化，以及地表變形、地表地下水文與永凍層消退等。
时任國家海洋研究院院长邱永芳表示，2035年后北极冰盖预计将逐渐消失、極地航線可能开通，而台湾依赖海上贸易，台湾可以从北极地区收集的知识中受益匪浅。

## 建站背景
2020年中央大學已和波蘭哥白尼大學合作共同使用哥白尼大學極地研究站，2021年，臺灣研究團隊與波蘭哥白尼大學團隊進行了冰震、冰融、洋流、北冰洋波浪變遷等相關研究主題。据TVBS报道，促成建站的關鍵人物是波兰籍的國立中央大學地球科學系助理教授張文和，建站的背景是2022年2月，美国通过《美國競爭法案》，该法案政策之一便是“促使台灣成為北極理事會的觀察員”，台灣在美國協助下，透過與波蘭合作得以在北极建站；